# Pías
Pías é um município da Espanha na província de Samora, comunidade autónoma de Castela e Leão, de área 43,98 km² com população de 170 habitantes (2007) e densidade populacional de 4,57 hab/km². Apesar da sua pertença à Comunidade Autónoma de Castela e Leão, Pías é um dos concelhos da província de Samora de fala galega.

## Demografia
| Variação demográfica do município entre 1991 e 2004 | Variação demográfica do município entre 1991 e 2004 | Variação demográfica do município entre 1991 e 2004 | Variação demográfica do município entre 1991 e 2004 |
| --------------------------------------------------- | --------------------------------------------------- | --------------------------------------------------- | --------------------------------------------------- |
| 1991                                                | 1996                                                | 2001                                                | 2004                                                |
| 303                                                 | 255                                                 | 215                                                 | 201                                                 |